# Calanopia metu
Calanopia metu is een eenoogkreeftjessoort uit de familie van de Pontellidae. De wetenschappelijke naam van de soort is voor het eerst geldig gepubliceerd in 2004 door Uysal & Shmeleva.